# Pantydraco caducus
Il pantydraco (Pantydraco caducus) è un dinosauro erbivoro, o forse onnivoro, appartenente ai sauropodomorfi. Visse nel Triassico superiore (Norico/Retico, circa 210 milioni di anni fa) e i suoi resti fossili sono stati ritrovati in Europa (Galles).

## Descrizione
Questo dinosauro è conosciuto attraverso un cranio e uno scheletro parziale, scoperti nel 1954 in una cava nei pressi di Pant-y-ffynnon, in Galles (da qui il nome generico). Questi resti fossili hanno permesso una ricostruzione piuttosto precisa dell'animale, che per decenni è stata utilizzata dai libri divulgativi per illustrare un altro sauropodomorfo primitivo, Thecodontosaurus. La lunghezza totale era compresa tra i due e i tre metri, la coda era molto lunga e le zampe snelle e munite di artigli. Il cranio era piuttosto simile a quello del primitivo dinosauro carnivoro Eoraptor.

## Classificazione
I resti fossili rinvenuti negli anni '50 del secolo scorso furono attribuiti inizialmente al dinosauro Thecodontosaurus antiquus, già noto da oltre un secolo sulla base di resti frammentari. Nel 2003, Adam Yates ridescrisse i resti e li attribuì a una nuova specie di Thecodontosaurus, denominata Thecodontosaurus caducus. Risultò poi chiaro che le differenze tra le due specie (in particolare il cranio) erano abbastanza rilevanti da permettere l'istituzione di un nuovo genere, Pantydraco, nel 2007.